# 3Blue1Brown
3Blue1Brown — образовательный математический канал на YouTube, созданный Грантом Сандерсоном. Темы включают в себя линейную алгебру, матанализ, нейронные сети, гипотезу Римана, преобразование Фурье, кватернионы и топологию.

## История
Грант Сандерсон окончил Стэнфордский университет в 2015 году со степенью бакалавра по математике.
С 2015 по 2016 год он работал в Академии Хана. Примерно через один год Сандерсон уволился, чтобы полностью сосредоточиться на канале 3Blue1Brown.
3Blue1Brown был начат как хобби-проект в начале 2015 года. В подкасте Showmakers Сандерсон объяснил, что решил сделать графическую библиотеку на языке Python, которая в итоге стала проектом с открытым исходным кодом «Manim» (от англ. mathematical animation — математическая мультипликация).
Чтобы опробовать эту библиотеку, он создавал ролики и загружал их на YouTube. 4 марта 2015 года он загрузил свое первое видео.

## Ролики
Бо́льшая часть роликов создаётся при помощи библиотеки «Manim»; исключение составляет 3-мерная мультипликация, сделанная при помощи Apple Grapher.
С марта 2015 года, канал имеет более 88 видеороликов, в том числе мини-серии по линейной алгебре, математическому анализу, дифференциальным уравнениям и нейронным сетям.